# Municipio Catacora
Das Municipio Catacora liegt im Departamento La Paz im südamerikanischen Anden-Staat Bolivien.

## Lage im Nahraum
Das Municipio Catacora hat eine Größe von 610 km² und ist eines von zwei Municipios der Provinz José Manuel Pando und liegt im südwestlichen Teil der Provinz. Es grenzt im Westen an die Republik Peru und im Südosten, Osten und Nordosten an das Municipio Santiago de Machaca.
Das Municipio hat 43 Ortschaften (localidades), Verwaltungssitz des Municipios ist Catacora mit 548 Einwohnern im nördlichen Teil des Municipios. (Volkszählung 2012)

## Geographie
Das Municipio Catacora liegt auf einer mittleren Höhe von 4500 m südwestlich des Titicacasees auf dem bolivianischen Altiplano zwischen den Anden-Gebirgsketten der Cordillera Occidental im Westen und der Cordillera Central im Osten. Das Municipio Catacora hat ein semiarides Klima, da im Jahresverlauf über mehr als sechs Monate die Niederschläge für den Pflanzenwuchs nicht ausreichen.
Die mittlere Jahrestemperatur von Catacora liegt bei etwa 8 °C (siehe Klimadiagramm Charaña), der Jahresniederschlag beträgt nur 300 mm. Die Region weist ein ausgeprägtes Tageszeitenklima auf, die Monatsdurchschnittstemperaturen schwanken nur unwesentlich zwischen 5 °C von Juni bis Juli und 10 °C von November bis Januar. Die Monatsniederschläge liegen zwischen unter 10 mm in den Monaten Mai bis Oktober und etwa 50 mm von Dezember bis März.

## Bevölkerung
Die Einwohnerzahl des Municipios Catacora ist zwischen 1992 und 2024 auf das Dreifache  angestiegen:
| Jahr | Einwohner | Quelle       |
| ---- | --------- | ------------ |
| 1992 | 1735      | Volkszählung |
| 2001 | 2358      | Volkszählung |
| 2012 | 2881      | Volkszählung |
| 2024 | 5326      | Volkszählung |

Das Municipio hatte bei der letzten Volkszählung von 2024 eine Bevölkerungsdichte von 8,7 Einwohnern/km², die Lebenserwartung der Neugeborenen lag im Jahr 2001 bei 65,1 Jahren, die Säuglingssterblichkeit war von 9,6 Prozent (1992) auf 5,2 Prozent im Jahr 2001 gesunken.
Der Alphabetisierungsgrad bei den über 19-Jährigen beträgt 91,5 Prozent, und zwar 95,3 Prozent bei Männern und 87,7 Prozent bei Frauen (2001).
83,6 Prozent der Bevölkerung sprechen Spanisch, 91,4 Prozent sprechen Aymara, und 0,2 Prozent Quechua. (2001)
96,3 Prozent der Bevölkerung haben keinen Zugang zu Elektrizität, 57,4 Prozent leben ohne sanitäre Einrichtung (2001).
75,5 Prozent der insgesamt 481 Haushalte besitzen ein Radio, 0,4 Prozent einen Fernseher, 53,6 Prozent ein Fahrrad, 4,4 Prozent ein Motorrad, 1,7 Prozent ein Auto, 0,2 Prozent einen Kühlschrank und 0,4 Prozent ein Telefon. (2001)

## Politik
Ergebnis der Regionalwahlen (concejales del municipio) vom 4. April 2010:
| Wahlberechtigte |  | Stimmen | gültig |  | MAS-IPSP | MSM    |
| --------------- |  | ------- | ------ |  | -------- | ------ |
| 476             |  | 433     | 376    |  | 247      | 129    |
|                 |  | 91,0 %  | 86,8 % |  | 65,7 %   | 34,3 % |

Ergebnis der Regionalwahlen (elecciones de autoridades políticas) vom 7. März 2021:
| Wahl- berechtigte |  | Wahl- beteiligung | gültige Stimmen |  | MAS-IPSP | J.A.LLALLA.L.P. | PBCSP  | FPV    | SOL.BO | MTS    |
| ----------------- |  | ----------------- | --------------- |  | -------- | --------------- | ------ | ------ | ------ | ------ |
| 608               |  | 545               | 491             |  | 334      | 132             | 5      | 5      | 5      | 3      |
|                   |  | 89,64 %           | 90,09 %         |  | 68,02 %  | 26,88 %         | 1,02 % | 1,02 % | 1,02 % | 0,61 % |

## Gliederung
Das Municipio untergliederte sich bei der letzten Volkszählung von 2012 in die folgenden vier Kantone:
- 02-1902-01 Kanton Catacora 19 Ortschaften – 1.556 Einwohner (2001: 561 Einwohner)
- 02-1902-02 Kanton Pairumani Grande 12 Ortschaften – 674 Einwohner (2001: 142 Einwohner)
- 02-1902-03 Kanton Thola Khollu 10 Ortschaften – 271 Einwohner (2001: 223 Einwohner)
- 02-1902-04 Kanton Pojo Pajchiri 5 Ortschaften – 380 Einwohner (2001: 809 Einwohner)

## Ortschaften im Municipio Catacora
- Kanton Catacora
  - Catacora 548 Einw.

- Kanton Thola Khollu
  - Thola Khollu 32 Einw.